# Birmingham Classic 2021
Birmingham Classic 2021 (còn được biết đến với Viking Classic Birmingham vì lý do tài trợ) là một giải quần vợt nữ thi đấu trên mặt sân cỏ ngoài trời. Đây là lần thứ 39 giải đấu được tổ chức, và là một phần của WTA 250 trong WTA Tour 2021. Giải đấu diễn ra tại Edgbaston Priory Club ở Birmingham, Vương quốc Liên hiệp Anh và Bắc Ireland, từ ngày 14–20 tháng 6 năm 2021.

## Điểm và tiền thưởng

### Phân phối điểm
| Sự kiện | VĐ  | CK  | BK  | TK | Vòng 1/16 | Vòng 1/321 | Q  | Q2 | Q1 |
| Đơn nữ  | 280 | 180 | 110 | 60 | 30        | 1          | 18 | 12 | 1  |
| Đôi nữ  | 280 | 180 | 110 | 60 | 1         | —          | —  | —  | —  |

### Tiền thưởng
| Sự kiện  | VĐ      | CK      | BK      | TK     | Vòng 1/16 | Vòng 1/32 | Q2     | Q1     |
| Đơn nữ   | $29,800 | $16,398 | $10,100 | $5,800 | $3,675    | $2,675    | $1,950 | $1,270 |
| Đôi nữ * | $10,300 | $6,000  | $3,800  | $2,300 | $1,750    | —         | —      | —      |

1Tiền thưởng vượt qua vòng loại cũng là tiền thưởng vòng 1/32.

*mỗi đội

## Nội dung đơn

### Hạt giống
| Quốc gia | Tay vợt          | Xếp hạng1 | Hạt giống |
| -------- | ---------------- | --------- | --------- |
| BEL      | Elise Mertens    | 15        | 1         |
| TUN      | Ons Jabeur       | 26        | 2         |
| CRO      | Donna Vekić      | 36        | 3         |
| RUS      | Daria Kasatkina  | 37        | 4         |
| LAT      | Jeļena Ostapenko | 44        | 5         |
| CHN      | Zhang Shuai      | 46        | 6         |
| FRA      | Fiona Ferro      | 51        | 7         |
| CZE      | Marie Bouzková   | 52        | 8         |

- 1 Bảng xếp hạng vào ngày 31 tháng 5 năm 2021.[2]

### Vận động viên khác
Đặc cách:
- Harriet Dart
- Francesca Jones
- Samantha Stosur

Vượt qua vòng loại:
- Vitalia Diatchenko
- Giulia Gatto-Monticone
- Tereza Martincová
- Caty McNally
- CoCo Vandeweghe
- Wang Yafan

### Rút lui
Trước giải đấu
- Paula Badosa → thay thế bởi  Nina Stojanović
- Coco Gauff → thay thế bởi  Hsieh Su-wei
- Johanna Konta → thay thế bởi  Camila Giorgi
- Anett Kontaveit → thay thế bởi  Leylah Annie Fernandez
- Svetlana Kuznetsova → thay thế bởi  Heather Watson
- Magda Linette → thay thế bởi  Viktorija Golubic
- Anastasija Sevastova → thay thế bởi  Marta Kostyuk
- Jil Teichmann → thay thế bởi  Ajla Tomljanović
- Elena Vesnina → thay thế bởi  Kristina Mladenovic
- Wang Qiang → thay thế bởi  Polona Hercog
- Zheng Saisai → thay thế bởi  Anastasia Potapova

## Nội dung đôi

### Hạt giống
| Quốc gia | Tay vợt            | Quốc gia | Tay vợt       | Xếp hạng1 | Hạt giống |
| -------- | ------------------ | -------- | ------------- | --------- | --------- |
| TPE      | Hsieh Su-wei       | BEL      | Elise Mertens | 5         | 1         |
| TPE      | Chan Hao-ching     | TPE      | Latisha Chan  | 42        | 2         |
| CAN      | Gabriela Dabrowski | CHN      | Zhang Shuai   | 54        | 3         |
| USA      | Caroline Dolehide  | USA      | Caty McNally  | 80        | 4         |

- 1 Bảng xếp hạng vào ngày 31 tháng 5 năm 2021.

### Vận động viên khác
Đặc cách:
- Naiktha Bains /  Tereza Martincová
- Sarah Beth Grey /  Emily Webley-Smith

### Rút lui
Trước giải đấu
- Dalila Jakupović /  Sabrina Santamaria → thay thế bởi  Harriet Dart /  Heather Watson
- Magda Linette /  Alicja Rosolska → thay thế bởi  Jeļena Ostapenko /  Alicja Rosolska
- Bethanie Mattek-Sands /  Sania Mirza → thay thế bởi  Tara Moore /  Eden Silva

## Nhà vô địch

### Đơn
- Ons Jabeur đánh bại  Daria Kasatkina, 7–5, 6–4

### Đôi
- Marie Bouzková /  Lucie Hradecká đánh bại  Ons Jabeur /  Ellen Perez 6–4, 2–6, [10–8]